# Standleya kuhlmannii
Standleya kuhlmannii é uma espécie de planta do gênero Standleya e da família Rubiaceae.  

## Taxonomia
A espécie foi descrita em 1949 por Alexander Curt Brade. 

## Conservação
A espécie faz parte da Lista Vermelha das espécies ameaçadas do estado do Espírito Santo, no sudeste do Brasil. A lista foi publicada em 13 de junho de 2005 por intermédio do decreto estadual nº 1.499-R. 